# Legends Trail
Le Legends Trail est une course nature de type ultrafond organisée depuis 2016 dans les Ardennes belges durant le premier trimestre de l'année.
Considérée comme la course ultra-trail la plus dure,, et la plus longue,, de Belgique, le parcours s'étend sur environ 250 kilomètres.
En 2020, une édition longue de 500 kilomètres est proposée pour son cinquième anniversaire.

## Historique
Le Legends Trail est créé en 2016 par Tim De Vriendt et Stef Schuermans, deux amis passionnés de la discipline. Après avoir constaté qu’il n’y avait pas de course de plus de 100 kilomètres dans le Benelux, ils ont ainsi souhaité mettre en place "une course où la camaraderie prime sur la compétition, réunissant une communauté de passionnés".
À l'exception des éditions 2017, 2023 et 2025, le parcours se présente sous la forme d'une boucle d'environ 250 km (LT250), l'édition de 2020 s'étant vue adjoindre un parcours de 500 km (LT500) à l'occasion des 5 ans de l'organisation. L'année suivante, la pandémie de Covid-19 provoque l'annulation de l'événement.
Outre la distance, le climat instable et très humide de la région en cette période de l'année augmente la difficulté de la course, rendant les chemins glissants et boueux.

## Règlement
Le parcours est non balisé, le guidage se faisant par GPS ou carte papier imperméabilisée. La course a lieu en quasi-autonomie, comprenant quatre points de contrôle où les participants ne peuvent que manger ou se changer, sans y dormir,.  
Les participants sont automatiquement disqualifiés lorsqu'ils passent sous la barre des 4km/h de moyenne, vérification effectuée lors des passages aux points de contrôle répartis sur le parcours.
Le Legends Trail n'est pas pris en compte pour les classements par points UTMB World Series et ITRA.

## Palmarès
| Édition | Date                                           | Distance (km)                                  | D+                                             | Départ                                         | Arrivée                                        | Participants                                   | Arrivants                                      | Hommes                                         | Hommes                                         | Hommes                                         | Femmes                                         | Femmes                                         | Femmes                                         |
| ------- | ---------------------------------------------- | ---------------------------------------------- | ---------------------------------------------- | ---------------------------------------------- | ---------------------------------------------- | ---------------------------------------------- | ---------------------------------------------- | ---------------------------------------------- | ---------------------------------------------- | ---------------------------------------------- | ---------------------------------------------- | ---------------------------------------------- | ---------------------------------------------- |
| 2016    | 4 mars                                         | 250                                            | 7000                                           | Achouffe                                       | Achouffe                                       | 46                                             | 15                                             | Rang                                           | Athlète                                        | Temps                                          | Rang                                           | Athlète                                        | Temps                                          |
| 2016    | 4 mars                                         | 250                                            | 7000                                           | Achouffe                                       | Achouffe                                       | 46                                             | 15                                             | 1                                              | Michael Frenz                                  | 57 h 21 min 03 s                               | 1                                              | Paula Ijzerman (10e)                           | 60 h 50 min 51 s                               |
| 2016    | 4 mars                                         | 250                                            | 7000                                           | Achouffe                                       | Achouffe                                       | 46                                             | 15                                             | 2                                              | Joris Jacobs                                   | 57 h 21 min 28 s                               | 2                                              | -                                              | -                                              |
| 2016    | 4 mars                                         | 250                                            | 7000                                           | Achouffe                                       | Achouffe                                       | 46                                             | 15                                             | 3                                              | Dirk Van Spitaels                              | 57 h 27 min 00 s                               | 3                                              | -                                              | -                                              |
| 2017    | 3 mars                                         | 260                                            | 7900                                           | Achouffe                                       | Mormont                                        | 58                                             | 29                                             | Rang                                           | Athlète                                        | Temps                                          | Rang                                           | Athlète                                        | Temps                                          |
| 2017    | 3 mars                                         | 260                                            | 7900                                           | Achouffe                                       | Mormont                                        | 58                                             | 29                                             | 1                                              | Teun Geurts-Schoenmakers                       | 44 h 13 min                                    | 1                                              | Willemijn Jongens (22e)                        | 58 h 45 min                                    |
| 2017    | 3 mars                                         | 260                                            | 7900                                           | Achouffe                                       | Mormont                                        | 58                                             | 29                                             | 2                                              | Ivo Steyaert                                   | 44 h 26 min                                    | 2                                              | Sarah Johnson (22e)                            | 58 h 45 min                                    |
| 2017    | 3 mars                                         | 260                                            | 7900                                           | Achouffe                                       | Mormont                                        | 58                                             | 29                                             | 3                                              | Benny Keuppens                                 | 46 h 14 min                                    | 3                                              | -                                              | -                                              |
| 2018    | 2 mars                                         | 248                                            | 8000                                           | Mormont                                        | Mormont                                        | 76                                             | 29                                             | Rang                                           | Athlète                                        | Temps                                          | Rang                                           | Athlète                                        | Temps                                          |
| 2018    | 2 mars                                         | 248                                            | 8000                                           | Mormont                                        | Mormont                                        | 76                                             | 29                                             | 1                                              | Ivo Steyaert                                   | 43 h 02 min                                    | 1                                              | Paige Morrow (19e)                             | 60 h 38 min                                    |
| 2018    | 2 mars                                         | 248                                            | 8000                                           | Mormont                                        | Mormont                                        | 76                                             | 29                                             | 2                                              | Teun Geurts-Schoenmakers                       | 44 h 03 min                                    | 2                                              | -                                              | -                                              |
| 2018    | 2 mars                                         | 248                                            | 8000                                           | Mormont                                        | Mormont                                        | 76                                             | 29                                             | 3                                              | Romain Sophys                                  | 45 h 03 min                                    | 3                                              | -                                              | -                                              |
| 2019    | 1er mars                                       | 262                                            | 7600                                           | Mormont                                        | Mormont                                        | 88                                             | 34                                             | Rang                                           | Athlète                                        | Temps                                          | Rang                                           | Athlète                                        | Temps                                          |
| 2019    | 1er mars                                       | 262                                            | 7600                                           | Mormont                                        | Mormont                                        | 88                                             | 34                                             | 1                                              | Ivo Steyaert                                   | 47 h 07 min                                    | 1                                              | Ann Beart (21e)                                | 63 h 22 min                                    |
| 2019    | 1er mars                                       | 262                                            | 7600                                           | Mormont                                        | Mormont                                        | 88                                             | 34                                             | 2                                              | Werner Geerinck                                | 49 h 58 min                                    | 2                                              | Esther Sweeris (33e)                           | 65 h 18 min                                    |
| 2019    | 1er mars                                       | 262                                            | 7600                                           | Mormont                                        | Mormont                                        | 88                                             | 34                                             | 3                                              | Georg Kunzfeld                                 | 49 h 58 min                                    | 3                                              | -                                              | -                                              |
| 2020    | 21 février                                     | 265                                            | 9000                                           | Mormont                                        | Mormont                                        | 50                                             | 15                                             | Rang                                           | Athlète                                        | Temps                                          | Rang                                           | Athlète                                        | Temps                                          |
| 2020    | 21 février                                     | 265                                            | 9000                                           | Mormont                                        | Mormont                                        | 50                                             | 15                                             | 1                                              | Jeremy Munaut                                  | 49 h 17 min                                    | 1                                              | -                                              | -                                              |
| 2020    | 21 février                                     | 265                                            | 9000                                           | Mormont                                        | Mormont                                        | 50                                             | 15                                             | 2                                              | Addie Van Der Vleuten                          | 55 h 14 min                                    | 2                                              | -                                              | -                                              |
| 2020    | 21 février                                     | 265                                            | 9000                                           | Mormont                                        | Mormont                                        | 50                                             | 15                                             | 3                                              | Andreas Löffler                                | 57 h 19 min                                    | 3                                              | -                                              | -                                              |
| 2020    | 21 février                                     | 504                                            | 15000                                          | Mormont                                        | Mormont                                        | 50                                             | 27                                             | Rang                                           | Athlète                                        | Temps                                          | Rang                                           | Athlète                                        | Temps                                          |
| 2020    | 21 février                                     | 504                                            | 15000                                          | Mormont                                        | Mormont                                        | 50                                             | 27                                             | 1                                              | Teun Geurts-Schoenmakers                       | 108 h 40 min                                   | 1                                              | Daphné Derouch (4e)                            | 146 h 37 min                                   |
| 2020    | 21 février                                     | 504                                            | 15000                                          | Mormont                                        | Mormont                                        | 50                                             | 27                                             | 2                                              | Ivo Steyaert                                   | 130 h 06 min                                   | 2                                              | Claire Fergusson (4e)                          | 146 h 37 min                                   |
| 2020    | 21 février                                     | 504                                            | 15000                                          | Mormont                                        | Mormont                                        | 50                                             | 27                                             | 3                                              | Adrian Toma                                    | 142 h 14 min                                   | 3                                              | Ann Beart (16e)                                | 156 h 28 min                                   |
| 2021    | Annulation en raison de l'épidémie de Covid-19 | Annulation en raison de l'épidémie de Covid-19 | Annulation en raison de l'épidémie de Covid-19 | Annulation en raison de l'épidémie de Covid-19 | Annulation en raison de l'épidémie de Covid-19 | Annulation en raison de l'épidémie de Covid-19 | Annulation en raison de l'épidémie de Covid-19 | Annulation en raison de l'épidémie de Covid-19 | Annulation en raison de l'épidémie de Covid-19 | Annulation en raison de l'épidémie de Covid-19 | Annulation en raison de l'épidémie de Covid-19 | Annulation en raison de l'épidémie de Covid-19 | Annulation en raison de l'épidémie de Covid-19 |
| 2022    | 25 février                                     | 275                                            | 9800                                           | Ferrières (Saint-Roch)                         | Ferrières (Saint-Roch)                         | 110                                            | 43                                             | Rang                                           | Athlète                                        | Temps                                          | Rang                                           | Athlète                                        | Temps                                          |
| 2022    | 25 février                                     | 275                                            | 9800                                           | Ferrières (Saint-Roch)                         | Ferrières (Saint-Roch)                         | 110                                            | 43                                             | 1                                              | Ivo Steyaert                                   | 47 h 35 min                                    | 1                                              | Fanny Jean (12e)                               | 61 h 49 min                                    |
| 2022    | 25 février                                     | 275                                            | 9800                                           | Ferrières (Saint-Roch)                         | Ferrières (Saint-Roch)                         | 110                                            | 43                                             | 2                                              | Wesley Bels                                    | 51 h 29 min                                    | 2                                              | Claudia Hanisch (24e)                          | 65 h 24 min                                    |
| 2022    | 25 février                                     | 275                                            | 9800                                           | Ferrières (Saint-Roch)                         | Ferrières (Saint-Roch)                         | 110                                            | 43                                             | 3                                              | Jeremy Munaut                                  | 51 h 29 min                                    | 3                                              | Karen Clukers (24e)                            | 65 h 24 min                                    |
| 2023    | 17 février                                     | 287                                            | 9800                                           | Nisramont                                      | Ferrières (Saint-Roch)                         | 102                                            | 30                                             | Rang                                           | Athlète                                        | Temps                                          | Rang                                           | Athlète                                        | Temps                                          |
| 2023    | 17 février                                     | 287                                            | 9800                                           | Nisramont                                      | Ferrières (Saint-Roch)                         | 102                                            | 30                                             | 1                                              | Lander Debrabandere                            | 48 h 24 min                                    | 1                                              | Claire Bannwarth (5e)                          | 55 h 41 min                                    |
| 2023    | 17 février                                     | 287                                            | 9800                                           | Nisramont                                      | Ferrières (Saint-Roch)                         | 102                                            | 30                                             | 2                                              | Ivo Steyaert                                   | 50 h 42 min                                    | 2                                              | Irene Kinnegim (nl) (6e)                       | 58 h 12 min                                    |
| 2023    | 17 février                                     | 287                                            | 9800                                           | Nisramont                                      | Ferrières (Saint-Roch)                         | 102                                            | 30                                             | 3                                              | Volker Fohrmeister                             | 55 h 23 min                                    | 3                                              | Monica Dekker (23e)                            | 66 h 35 min                                    |
| 2024    | 23 février                                     | 274                                            | 10000                                          | Ferrières (Saint-Roch)                         | Ferrières (Saint-Roch)                         | 128                                            | 36                                             | Rang                                           | Athlète                                        | Temps                                          | Rang                                           | Athlète                                        | Temps                                          |
| 2024    | 23 février                                     | 274                                            | 10000                                          | Ferrières (Saint-Roch)                         | Ferrières (Saint-Roch)                         | 128                                            | 36                                             | 1                                              | Mickaël Berthon                                | 45 h 55 min                                    | 1                                              | Claire Bannwarth (3e)                          | 51 h 22 min                                    |
| 2024    | 23 février                                     | 274                                            | 10000                                          | Ferrières (Saint-Roch)                         | Ferrières (Saint-Roch)                         | 128                                            | 36                                             | 2                                              | Nicolas Peters                                 | 47 h 32 min                                    | 2                                              | Noor van der Veen (5e)                         | 52 h 15 min                                    |
| 2024    | 23 février                                     | 274                                            | 10000                                          | Ferrières (Saint-Roch)                         | Ferrières (Saint-Roch)                         | 128                                            | 36                                             | 3                                              | Evariest Callens (4e)                          | 52 h 12 min                                    | 3                                              | Irene Kinnegim (10e)                           | 59 h 14 min                                    |
| 2025    | 28 février                                     | 281                                            | 9800                                           | Achouffe                                       | Ferrières (Saint-Roch)                         | 140                                            | 62                                             | Rang                                           | Athlète                                        | Temps                                          | Rang                                           | Athlète                                        | Temps                                          |
| 2025    | 28 février                                     | 281                                            | 9800                                           | Achouffe                                       | Ferrières (Saint-Roch)                         | 140                                            | 62                                             | 1                                              | Bram Keppens                                   | 44 h 46 min                                    | 1                                              | Ann Andries (10e)                              | 55 h 24 min                                    |
| 2025    | 28 février                                     | 281                                            | 9800                                           | Achouffe                                       | Ferrières (Saint-Roch)                         | 140                                            | 62                                             | 2                                              | Lander Debrabandere                            | 49 h 30 min                                    | 2                                              | Karen Clukers (24e)                            | 62 h 12 min                                    |
| 2025    | 28 février                                     | 281                                            | 9800                                           | Achouffe                                       | Ferrières (Saint-Roch)                         | 140                                            | 62                                             | 3                                              | Vincent Adrien                                 | 51 h 24 min                                    | 3                                              | Mélody Jacquesson (46e)                        | 65 h 43 min                                    |

### Records
- Ivo Steyaert : 
  - 3 victoires (2018, 2019, 2022)
  - 3 deuxièmes places (2017, 2020, 2023)
- Claire Bannwarth : 
  - 2 victoires (2023, 2024)
  - Première femme à monter sur le podium du classement mixte (scratch) en 2024